# Nesozineus probolus
Nesozineus probolus là một loài bọ cánh cứng trong họ Cerambycidae.